# NGC 4445
NGC 4445 = IC 793 ist eine aktive spiralförmige Zwerggalaxie mit ausgedehnten Sternentstehungsgebieten vom Hubble-Typ Sab im Sternbild Jungfrau nördlich der Ekliptik. Sie ist schätzungsweise 13 Millionen Lichtjahre von der Milchstraße entfernt und hat einen Durchmesser von etwa 10.000 Lichtjahren.  Gemeinsam mit zwölf weiteren Galaxien bildet sie die NGC 4442-Gruppe (LGG 288) und wird unter der Katalognummer VCC 1118 als Mitglied des Virgo-Galaxienhaufens aufgeführt.
Im selben Himmelsareal befinden sich u. a. die Galaxien NGC 4424, NGC 4442, NGC 4451, IC 3366.
Das Objekt wurde am 24. April 1865 von dem deutsch-dänischen Astronomen Heinrich Louis d’Arrest entdeckt.